# Limonia acaenophora
Limonia acaenophora là một loài ruồi trong họ Limoniidae. Chúng phân bố ở miền Australasia.